# Footwork FA13
El Footwork FA13 fue un coche de Fórmula 1 utilizado por el equipo Footwork Arrows en la temporada 1992 de Fórmula 1 y, cuando se actualizó como FA13B, se utilizó en las dos primeras carreras del campeonato de 1993. Estaba propulsado por el motor Mugen-Honda V10.
Diseñado por Alan Jenkins, era un coche convencional y sencillo. Alboreto anotó cuatro veces, quinto en los Grandes Premios de España y San Marino y sexto en los Grandes Premios de Brasil y Portugal, el equipo terminó con seis puntos y empató séptimo con Ligier en el Campeonato de Constructores.

## Resultados
(Clave) (negrita indica pole position) (cursiva indica vuelta rápida)

| Año     | Chasis | Motor           | Neu. | N.º | Pilotos          | 1   | 2   | 3   | 4   | 5   | 6   | 7   | 8   | 9   | 10  | 11  | 12  | 13  | 14  | 15  | 16  | Puntos | Pos. |
| ------- | ------ | --------------- | ---- | --- | ---------------- | --- | --- | --- | --- | --- | --- | --- | --- | --- | --- | --- | --- | --- | --- | --- | --- | ------ | ---- |
| 1992    | FA13   | Mugen-Honda V10 | G    |     |                  | RSA | MEX | BRA | ESP | SMR | MON | CAN | FRA | GBR | GER | HUN | BEL | ITA | POR | JPN | AUS | 6      | 7.°  |
| 1992    | FA13   | Mugen-Honda V10 | G    | 9   | Michele Alboreto | 10  | 13  | 6   | 5   | 5   | 7   | 7   | 7   | 7   | 9   | 7   | Ret | 7   | 6   | 15  | Ret | 6      | 7.°  |
| 1992    | FA13   | Mugen-Honda V10 | G    | 10  | Aguri Suzuki     | 8   | DNQ | Ret | 7   | 10  | 11  | DNQ | Ret | 12  | Ret | Ret | 9   | Ret | 10  | 8   | 8   | 6      | 7.°  |
| 1993    | FA13B  | Mugen-Honda V10 | G    |     |                  | RSA | BRA | EUR | SMR | ESP | MON | CAN | FRA | GBR | GER | HUN | BEL | ITA | POR | JPN | AUS | 4*     | 9.°  |
| 1993    | FA13B  | Mugen-Honda V10 | G    | 9   | Derek Warwick    | 7   | 9   |     |     |     |     |     |     |     |     |     |     |     |     |     |     | 4*     | 9.°  |
| 1993    | FA13B  | Mugen-Honda V10 | G    | 10  | Aguri Suzuki     | Ret | Ret |     |     |     |     |     |     |     |     |     |     |     |     |     |     | 4*     | 9.°  |
| Fuente: |        |                 |      |     |                  |     |     |     |     |     |     |     |     |     |     |     |     |     |     |     |     |        |      |

- * Todos los puntos de 1993 fueron obtenidos por el Footwork FA14.